# Análisis predictivo
El análisis predictivo agrupa una variedad de técnicas estadísticas de modelización, aprendizaje automático y minería de datos que analiza los datos actuales e históricos reales para hacer predicciones acerca del futuro o acontecimientos no conocidos.
En el ámbito de los negocios los modelos predictivos extraen patrones de los datos históricos y transaccionales para identificar riesgos y oportunidades. Los modelos predictivos identifican relaciones entre diferentes factores que permiten valorar riesgos o probabilidades asociadas sobre la base de un conjunto de condiciones, guiando así al decisor durante las operaciones de la organización.
El efecto funcional que pretenden estas iniciativas técnicas es que el análisis predictivo provea una puntuación (probabilidad) para cada sujeto (cliente, empleado, paciente, producto, vehículo, componente, máquina y otra unidad en la organización) con el objeto de determinar, informar o influir procesos en la organización en el que participen un gran número de sujetos, tal y como ocurre en marketing, evaluación de riesgo de crédito, detección de fraudes, fabricación, salud y operaciones gubernamentales como el orden público.
El análisis predictivo se está utilizando en casinos, ciencia actuaría, comercio electrónico, finanzas, gobierno, industria farmacéutica, mercadotecnia, minorista, compañía de seguros, telecomunicaciones, asistencia sanitaria, viajes y otros campos.
Una de las aplicaciones más conocidas es el score de crédito utilizado en servicios financieros. Los modelos de puntuación procesan un histórico de crédito de un cliente, las solicitudes de préstamo, los datos del cliente, etc., con el objeto de ordenar y clasificar a los sujetos por su probabilidad de poder hacer el futuro pago a tiempo.

## Definición
El análisis predictivo es un área de la minería de datos que pretende extraer conocimiento que le permita predecir tendencias y patrones de comportamiento. A menudo una circunstancia desconocida de interés se va a producir en el futuro, pero el análisis predictivo se puede aplicar igualmente a lo desconocido tanto en el pasado, el presente o el futuro. Por ejemplo, identificar sospechosos después de haberse producido un crimen o un fraude con tarjeta de crédito. Lo fundamental del análisis predictivo está en identificar relaciones entre las variables explicativas y las variables predictivas del pasado de forma que se pueda escalar a lo que está por ocurrir. Es importante advertir, en cualquier caso, que la fiabilidad y usabilidad de los resultados dependerán mucho del nivel de análisis del dato y la calidad de las hipótesis.
El análisis predictivo es a menudo conocido por predecir a un nivel de granulidad más elevado, por ejemplo, generando puntuaciones predictivas (probabilidades) para cada sujeto en la organización. Eso lo diferencia de la anticipación. Por ejemplo, «la tecnología de análisis predictivo que aprende de la experiencia (dato) para predecir el comportamiento futuro de los individuos con el objetivo de tomar mejores decisiones».

## Tipos
Cuando se habla de análisis predictivo, generalmente se quiere hablar de «modelos predictivos», datos de puntuaciones sobre la base de modelos predictivos y previsiones. No obstante, se está generalizando el uso del término para relacionarlo con disciplinas analíticas y está muy extendido su uso para la segmentación entre usuarios de negocio y decisores. Los propósitos y las técnicas estadísticas subyacentes en ambos casos varían.

### Modelos predictivos
Los modelos predictivos son modelos de la relación entre el rendimiento específico de un sujeto en una muestra y uno o más atributos o características del mismo sujeto. El objetivo del modelo es evaluar la probabilidad de que un sujeto similar tenga el mismo rendimiento en una muestra diferente. Esta categoría engloba modelos en muchas áreas como el marketing, donde se buscan patrones de datos ocultos que respondan preguntas sobre el comportamiento de los clientes o modelos de detección de fraude.
Los modelos predictivos a menudo ejecutan cálculos durante las transacciones en curso, por ejemplo, para evaluar el riesgo o la oportunidad de un cliente o transacción en particular, de forma que aporte conocimiento a la hora de tomar una decisión. Gracias a los avances de ingeniería en el análisis de grandes volúmenes de datos estos modelos son capaces de simular el comportamiento humano frente a estímulos o situaciones específicas.

### Modelos descriptivos
Los modelos descriptivos cuantifican las relaciones entre los datos de manera que es utilizada a menudo para clasificar clientes o contactos en grupos. A diferencia de los modelos predictivos que se centran en predecir el comportamiento de un cliente en particular (como ocurre con el riesgo de crédito), los modelos descriptivos identifican muy diferentes relaciones entre los clientes y los productos. Los modelos descriptivos no clasifican u ordenan a los clientes por su probabilidad de realizar una acción particular de la misma forma en la que lo hacen los modelos predictivos. Sin embargo, los modelos descriptivos pueden ser utilizados por ejemplo para asignar categorías a los clientes según su preferencia en productos o su franja de edad. Las aplicaciones de con modelos descriptivos pueden ser utilizados para desarrollar nuevos modelos adicionales que pueden imitar un gran volumen de agentes individuales y hacer predicciones.

### Modelos de decisión
Los modelos de decisión están basados en la técnica de dinámica de sistemas de Jay Forrester y describen la relación entre todos los elementos de una decisión —es decir, los datos conocidos incluyendo los resultados de los modelos predictivos—, la decisión y el pronóstico de los resultados de una decisión; con el objeto de predecir los resultados de una decisión involucrando una gran cantidad de variables. Estos modelos pueden ser utilizados en la optimización o maximización de determinados resultados al mismo tiempo que otros son minimizados. Los modelos de decisión son generalmente usados para el desarrollo de la decisión lógica o conjunto de reglas de negocio que deberían producir el resultado deseado para cada cliente o circunstancia.

## Aplicaciones
El análisis predictivo puede ser aplicado en muchas circunstancias y las siguientes son sólo algunos ejemplos en los que el análisis predictivo ha demostrado tener un impacto especialmente positivo durante los últimos años.

### CRM o administración basada en la relación con los clientes
Algunas aplicaciones pueden ejecutar análisis predictivos basados en datos del CRM para perseguir los objetivos de marketing y ventas, aportando una perspectiva del cliente independientemente del departamento del que proceden los datos. El CRM puede ayudarse del análisis predictivo para la creación de campañas de marketing, ventas o servicios profesionales, por poner unos pocos ejemplos. Estas herramientas son un requisito en la empresa para posicionar y centrar sus esfuerzos con éxito utilizando toda la envergadura de la base de datos de los clientes.

### Asistencia sanitaria
Los analistas expertos en asistencia sanitaria utilizan el análisis predictivo primeramente para determinar qué pacientes están en riesgo de desarrollar determinados trastornos como diabetes, asma o enfermedades cardiovasculares entre otras enfermedades recurrentes. Los sistemas de asistencia sanitaria utilizan el análisis predictivo para dar apoyo también en las decisiones tomadas en los diferentes centros de asistencia. Según Jvion el 96 % de los analistas de asistencia sanitaria utilizan el análisis predictivo para «prevenir las enfermedades de los pacientes, evitar penalizaciones y reducir gastos».

### Análisis de cobros
Muchas carteras contienen un conjunto de clientes delincuentes que no hacen sus pagos a tiempo. Las instituciones financieras se ven forzadas a emprender acciones de cobro sobre esos clientes para recuperar las cantidades adeudadas y muchos de los recursos de la organización son gastados en clientes que a menudo son difíciles o imposibles de recuperar. El análisis predictivo puede ayudar desde la identificación de riesgo de crédito y los clientes más propensos al fraude, hasta la identificación de las mejores agencias de recaudación, estrategias de contacto o acciones legales, reduciendo así significativamente tanto las deudas como los gastos.

### Venta cruzada
A menudo las empresas recogen y guardan grandes volúmenes de datos de sus clientes o sus ventas que pueden ser aprovechadas para encontrar relaciones ocultas que provean una ventaja competitiva. En una empresa que ofrezca diferentes productos el análisis predictivo puede ayudar a analizar los gastos, el uso y otros comportamientos que les guíen a una venta cruzada apropiada o para vender productos adicionales a los clientes de su cartera. Eso repercute directamente en la mejora de su relación con el cliente y en el aumento de la rentabilidad de los clientes, ya que «al vender a los clientes existentes se eliminan los gastos de adquisición de nuevos clientes».

### Fidelización del cliente
Debido a la competitividad generada por el creciente número de servicios, las empresas necesitan centrar sus esfuerzos en mantener la continuidad de la satisfacción de los consumidores, premiando la lealtad y minimizando su abandono. Pequeños aumentos en la retención de clientes han repercutido a menudo en un rendimiento en los beneficios mucho mayor en proporción. Según Frederick Reichheld un 5 % de aumento del porcentaje de retención repercute en un 25-95 % de incremento en los beneficios.
Los negocios tienden habitualmente a responder de forma reactiva frente a la fidelización de los clientes, actuando solamente después de que el cliente ha iniciado el proceso de abandono. En ese estado la oportunidad de cambio es casi imposible. La aplicación apropiada de análisis predictivo puede guiar a una estrategia de retención más proactiva. A partir de un examen frecuente del uso del producto en el pasado, el rendimiento del servicio los gastos y otros patrones de comportamiento, los modelos predictivos pueden identificar la probabilidad de abandono del cliente en un futuro próximo. Una oferta apropiada puede mejorar la oportunidad de retener a un cliente. El abandono silencioso, el comportamiento de un cliente que, poco a poco, pero continuadamente, reduce la utilización del servicio, es otro problema que las empresas enfrentan y en que el análisis predictivo puede ayudar anticipando a la empresa con suficiente tiempo para que pueda tomar las decisiones apropiadas que incrementen el uso del producto y lealtad del cliente.

### Mercadotecnia directa
Cuando se hace promoción con consumidores, productos y servicios el reto es mantener el equilibrio entre los productos que compiten y el comportamiento del cliente. Además de identificar contactos el análisis predictivo puede también ayudar identificando las combinaciones más efectivas de productos, material de marketing, canales de comunicación y márgenes de tiempo que deberían considerarse a la hora de marcar un consumidor-objetivo. También es a menudo utilizado para reducir el coste del pedido o el coste de la acción.

### Detección de fraude
El fraude es un grave problema para muchos negocios que puede adoptar diferentes formas: créditos inapropiados, transacciones financieras fraudulentas, robo de identidad, reclamaciones falsas de seguro. Estos problemas afectan a empresas de todas las envergaduras relacionadas con tarjetas de crédito, empresas aseguradoras, minoristas, fabricantes, proveedores de material o incluso servicios. Un modelo predictivo puede ayudar a reducir o eliminar el riesgo de las empresas frente a estos casos.
El modelo predictivo puede ser utilizado también para identificar candidatos con alto riesgo de fraude en negocios y administración pública. Mark Nigrini desarrolló un método de clasificación de riesgo para identificar auditoría de costes para detectar los objetivos. Describe el uso de esta aproximación para detectar fraude en los informes de ventas en franquicias de una cadena de comida rápida internacional. Cada localidad es clasificada usando 10 indicadores predictivos. Los 10 clasificadores son entonces ponderados para dar una clasificación de riesgo general definitivo para cada localidad. La misma clasificación fue también utilizada para identificar cuentas personales relacionadas de alto riesgo, agentes de viaje potencialmente fraudulentos y proveedores sospechosos. Un complejo modelo fue utilizado para identificar informes mensuales enviados por controladores de sección.
La institución norteamericana IRS (Internal Revenue Service) también utiliza análisis predictivo para hacer minería en los datos de impuestos y detectar fraude en la recaudación.

### Predicción de cartera, producto o economía
A menudo es necesario centrarse en el producto, la cartera, la marca, la industria o incluso la economía en lugar de centrarse en el consumidor. Por ejemplo, un minorista puede estar interesado en predecir la demanda de almacenaje con el propósito de anticipar la gestión del inventario. O quizás el Ministerio de Empleo pueda estar interesado en predecir el índice de desempleo del próximo año. Este tipo de problemas pueden ser tratados con análisis predictivo por medio de técnicas de series temporales. También pueden ser tratados por medio de aprendizaje automático o machine learning, de forma que transforme las series temporales en función de espacio vectorial, y donde el algoritmo encuentre por sí mismo patrones con capacidad predictiva.

### Gestión de riesgo
Cuando se emplean técnicas de gestión de riesgo el objetivo es siempre beneficiarse del escenario futuro anticipado. Los siguientes son ejemplos que se pueden escalar al mercado a corto y largo plazo: El CAP-M (Capital Asset Pricing Model) anticipa la mejor cartera para poder maximizar su beneficio. El PRA (Probabilistic Risk Assessment), cuando es utilizado con mini-Delphi y técnicas estadísticas puede generar pronósticos fiables.

## Herramientas de análisis predictivo
Utilizar análisis predictivo y entender sus resultados requería de los usuarios habilidades muy avanzadas en el pasado, pero con la popularización del análisis avanzado las herramientas más modernas han mejorado sustancialmente el acceso a todo tipo de usuarios analistas. Según el informe The Forrester Wave™: Big Data Predictive Analytics Solutions, Q2 2015: “Organizaciones de todas las industrias se están animando a darle valor al análisis predictivo. Con el crecimiento de su demanda, los proveedores de análisis predictivo están proveyendo herramientas que reducen la barrera y aumentan el atractivo a aquellos con menos habilidades estadísticas”.
Al mismo tiempo que el análisis predictivo es utilizado en los procesos de toma decisiones y es integrado en los procesos de las organizaciones, también se está operando un cambio en el mercado en relación con el tipo de usuario que consume la información siendo cada vez más relevante el papel del usuario de negocio. Los usuarios de negocio demandan herramientas que ellos mismos puedan utilizar con autonomía. Los proveedores están respondiendo creando nuevas aplicaciones que eliminan la complejidad matemática, provee interfaz gráfica fácil de usar e incorporan accesos rápidos para, por ejemplo, reconocer qué tipo de datos están disponibles o sugerir un análisis predictivo apropiado.
Las plataformas de análisis predictivo buscan con empeño la sofisticación que les permita analizar y visualizar la información oculta en sus datos de forma que cualquier cargo en la organización pueda extraer conocimiento útil para la toma de decisiones. La visualización de los datos se hace habitualmente a través de tablas, cuadros, gráficos y clasificaciones que muestran visualmente las clasificaciones más probables resultadas de las predicciones.
Hay una cantidad creciente de herramientas disponibles en el mercado que permiten la ejecución de análisis predictivo y se pueden ordenar desde aquellas que necesitan muy poca sofisticación del usuario hasta aquellas que están diseñadas para expertos y estadistas. También se pueden clasificar por el nivel de personalización y el rendimiento en grandes volúmenes de datos.
Algunas herramientas de código abierto son:
- Apache Mahout
- GNU Octave
- KNIME
- OpenNN
- Orange
- R
- Scikit-learn
- Weka

Algunas herramientas comerciales son:
- Alpine Data Labs
- Angoss KnowledgeSTUDIO
- KXEN Modeler
- Mathematica
- MATLAB
- Minitab
- Neural Designer
- OpenText™ Big Data Analytics
- Oracle Data Mining (ODM)
- Pervasive
- Predixion Software
- RapidMiner
- RCASE
- Revolution Analytics
- SAP
- SAS and SAS Enterprise Miner
- TIMI (www.timi.eu)
- IBM SPSS Statistics and IBM SPSS Modeler
- STATA
- STATISTICA
- TIBCO
- Urbeos
- VENSIM